# Festival de Ball d'Eurovisió 2007
El I Festival de Ball d'Eurovisió es va celebrar l'1 de setembre de 2007 a Londres, Regne Unit i va estar presentat per Graham Norton i Claudia Winkleman en anglès i francès (al principi no es va voler fer-ho en francès perquè França no hi va participar), a més de comptar amb Enrique Iglesias com a artista convidat. Els guanyadors van ser la parella de Finlàndia, Jussi Väänänen i Katja Koukkula, amb 132 punts.

## Participants
A continuació es mostra una taula amb els participants i el resultat obtingut. Cal destacar que Àustria i Portugal van acabar amb el mateix nombre de punts. No obstant això, Àustria queda en cinquè lloc en aconseguir punts de tots els països i Portugal en sisena posició per no haver rebut punts d'Irlanda i Polònia.

### Participants
| #  | País                       | Ballarins                                     | Estils                  | Posició | Punts |
| -- | -------------------------- | --------------------------------------------- | ----------------------- | ------- | ----- |
| 1  | Suïssa · SRG SSR           | Denise Biellmann i Sven Ninnemann             | Pasdoble i swing        | 16      | 0     |
| 2  | Rússia · RTR               | Mariya Sittel i Vladislav Borodinov           | Rumba i tsyganochka     | 7       | 72    |
| 3  | Països Baixos · NPO / TROS | Alexandra Matteman i Redmond Valk             | Txa-txa-txa i rumba     | 12      | 34    |
| 4  | Regne Unit · BBC           | Camilla Dallerup i Brendan Cole               | Rumba i showdance       | 15      | 18    |
| 5  | Àustria · ORF              | Kelly i Andy Kainz                            | Jive i pasdoble         | 6       | 74    |
| 6  | Alemanya · ARD / WDR       | Wolke Hegenbarth i Oliver Seefeldt            | Samba i showdance       | 8       | 59    |
| 7  | Grècia · ERT               | Ourania Kolliou i Spiros Pavlidis             | Jive i sirtaki          | 13      | 31    |
| 8  | Lituània · LRT             | Gabrielė Valiukaitė i Gintaras Svistunavičius | Pasdoble i folk lituà   | 11      | 35    |
| 9  | Espanya · TVE              | Amagoya Benlloch i Abraham Martínez           | Txa-txa-txa i pasdoble  | 10      | 38    |
| 10 | Irlanda · RTÉ              | Nicola Byrne i Mick Donegan                   | Jive i balls irlandesos | 3       | 95    |
| 11 | Polònia · TVP              | Katarzyna Cichopek i Marcin Hakiel            | Txa-txa-txa i showdance | 4       | 84    |
| 12 | Dinamarca · DR             | Mette Skou Elkjær i David Jørgensen           | Rumba i showdance       | 9       | 38    |
| 13 | Portugal · RTP             | Sónia Araújo i Ricardo Silva                  | Jive i tango            | 5       | 74    |
| 14 | Ucraïna · NTU              | Yulia Okropiridze i Illya Sydorenko           | Quickstep i showdance   | 2       | 121   |
| 15 | Suècia · TV4               | Cecilia Ehrling i Martin Lidberg              | Pasdoble i disco fusion | 14      | 23    |
| 16 | Finlàndia · YLE            | Jussi Väänänen i Katja Koukkula               | Rumba i pasdoble        | 1       | 132   |

## Resultats
|                                               |               | Votants       |            |         |          |        |          |         |         |         |           |          |         |        |           |    |    |
| Suïssa                                        | Rússia        | Països Baixos | Regne Unit | Àustria | Alemanya | Grècia | Lituània | Espanya | Irlanda | Polònia | Dinamarca | Portugal | Ucraïna | Suècia | Finlàndia |    |    |
| Participants                                  | Suïssa        | X             | -          | -       | -        | -      | -        | -       | -       | -       | -         | -        | -       | -      | -         | -  | -  |
| Participants                                  | Rússia        | -             | X          | 3       | 10       | 3      | 7        | -       | 6       | 4       | 5         | 4        | -       | 8      | 12        | -  | 10 |
| Participants                                  | Països Baixos | 5             | -          | X       | -        | 7      | 2        | 12      | -       | -       | 2         | 3        | -       | -      | -         | -  | 3  |
| Participants                                  | Regne Unit    | -             | -          | -       | X        | -      | -        | 3       | 5       | -       | 7         | -        | 3       | -      | -         | -  | -  |
| Participants                                  | Àustria       | 7             | 3          | 5       | 2        | X      | 10       | 2       | 3       | 3       | 4         | 6        | 8       | 5      | 5         | 4  | 7  |
| Participants                                  | Alemanya      | 10            | 5          | 6       | -        | 10     | X        | -       | -       | 7       | -         | 5        | 7       | 6      | 1         | 2  | -  |
| Participants                                  | Grècia        | 2             | 4          | 1       | 5        | 4      | 5        | X       | 4       | -       | -         | 2        | 1       | 2      | -         | 1  | -  |
| Participants                                  | Lituània      | -             | 1          | -       | 6        | -      | -        | 4       | X       | -       | 12        | 1        | -       | 1      | 6         | 3  | 1  |
| Participants                                  | Espanya       | 6             | 2          | 2       | -        | -      | -        | 7       | -       | X       | -         | -        | -       | 12     | 4         | -  | 5  |
| Participants                                  | Irlanda       | 1             | 10         | 7       | 8        | 6      | 3        | 1       | 8       | 5       | X         | 10       | 12      | 3      | 8         | 7  | 6  |
| Participants                                  | Polònia       | 4             | 8          | 4       | 7        | 8      | 12       | -       | 1       | 6       | 10        | X        | 4       | -      | 10        | 10 | -  |
| Participants                                  | Dinamarca     | -             | -          | -       | -        | 1      | 1        | 6       | 7       | 2       | 3         | -        | X       | 4      | 2         | 8  | 4  |
| Participants                                  | Portugal      | 12            | 6          | 8       | 3        | 2      | 8        | 8       | 2       | 12      | -         | -        | 2       | X      | 3         | 6  | 2  |
| Participants                                  | Ucraïna       | 3             | 12         | 10      | 12       | 5      | 6        | 5       | 12      | 8       | 6         | 12       | 6       | 7      | X         | 5  | 12 |
| Participants                                  | Suècia        | -             | -          | -       | 1        | -      | -        | -       | -       | 1       | 1         | 7        | 5       | -      | -         | X  | 8  |
| Participants                                  | Finlàndia     | 8             | 7          | 12      | 4        | 12     | 4        | 10      | 10      | 10      | 8         | 8        | 10      | 10     | 7         | 12 | X  |
| La taula està col·locada per ordre de votació |               |               |            |         |          |        |          |         |         |         |           |          |         |        |           |    |    |

### Màximes puntuacions
| Núm. | A             | De                                               |
| ---- | ------------- | ------------------------------------------------ |
| 5    | Ucraïna       | Rússia, Lituània, Polònia, Finlàndia, Regne Unit |
| 3    | Finlàndia     | Àustria, Suècia, Països Baixos                   |
| 2    | Portugal      | Espanya, Suïssa                                  |
| 1    | Espanya       | Portugal                                         |
| 1    | Irlanda       | Dinamarca                                        |
| 1    | Lituània      | Irlanda                                          |
| 1    | Països Baixos | Grècia                                           |
| 1    | Polònia       | Alemanya                                         |
| 1    | Rússia        | Ucraïna                                          |

## Retransmissió
- Les televisions d'Albània, Armènia, Belarús, Bòsnia i Hercegovina, Xipre, Islàndia, Israel i Macedònia (avui, Macedònia del Nord) van emetre el festival sense participar ni votar.

- D'altra banda, Grècia no va emetre el festival en directe a causa de la situació d'emergència provocada pels incendis.

- Croàcia va voler participar-hi al principi, però no va poder fer-ho per problemes econòmics.

## Mapa de participants

Països participants.